# Дикая природа Антарктики
Дикая природа Антарктиды — экстремофилы, приспособившиеся к сухости, низким температурам и высокому воздействию окружающей среды, характерным для Антарктиды. Экстремальные погодные условия внутренних районов контрастируют с относительно мягкими условиями на Антарктическом полуострове и субантарктических островах, где более высокие температуры и вода не замерзает. Большая часть океана вокруг материка покрыта морским льдом. Океаны сами по себе являются более стабильной средой для жизни, как в толще воды, так и на морском дне.
В Антарктиде небольшое биоразнообразие по сравнению с большей частью остального мира. Наземная жизнь сосредоточена в районах вблизи побережья. Летающие птицы гнездятся на более мягких берегах полуострова и субантарктических островах. Восемь видов пингвинов обитают в Антарктиде и на прибрежных островах. В этих районах обитают семь видов ластоногих. В Южном океане, омывающем Антарктиду, обитает 10 китообразных, многие из которых мигрируют. На континенте очень мало наземных беспозвоночных, хотя виды, которые там обитают, имеют высокую плотность населения. Высокая плотность беспозвоночных также обитает в океане, при этом антарктический криль летом образует плотные и широко распространенные стаи. Сообщества бентосных животных также существуют по всему континенту.
На территории Антарктиды и вокруг нее было обнаружено более 1000 видов грибов. Более крупные виды обитают только на субантарктических островах, и большинство обнаруженных видов были наземными. Растения аналогичным образом ограничены в основном субантарктическими островами и западной оконечностью полуострова. Однако некоторые мхи и лишайники можно встретить даже в сухих внутренних районах. Вокруг Антарктиды встречается множество водорослей, особенно фитопланктона, которые составляют основу многих пищевых сетей Антарктиды.
Деятельность человека привела к тому, что интродуцированные виды закрепились в этом районе, угрожая местной дикой природе. История чрезмерного вылова рыбы и охоты привела к значительному сокращению численности многих видов. Загрязнение, разрушение среды обитания и изменение климата представляют большую опасность для окружающей среды. Система Договора об Антарктике — это глобальный договор, призванный сохранить Антарктиду как место научных исследований, и меры этой системы используются для регулирования человеческой деятельности в Антарктиде.

## Условия окружающей среды

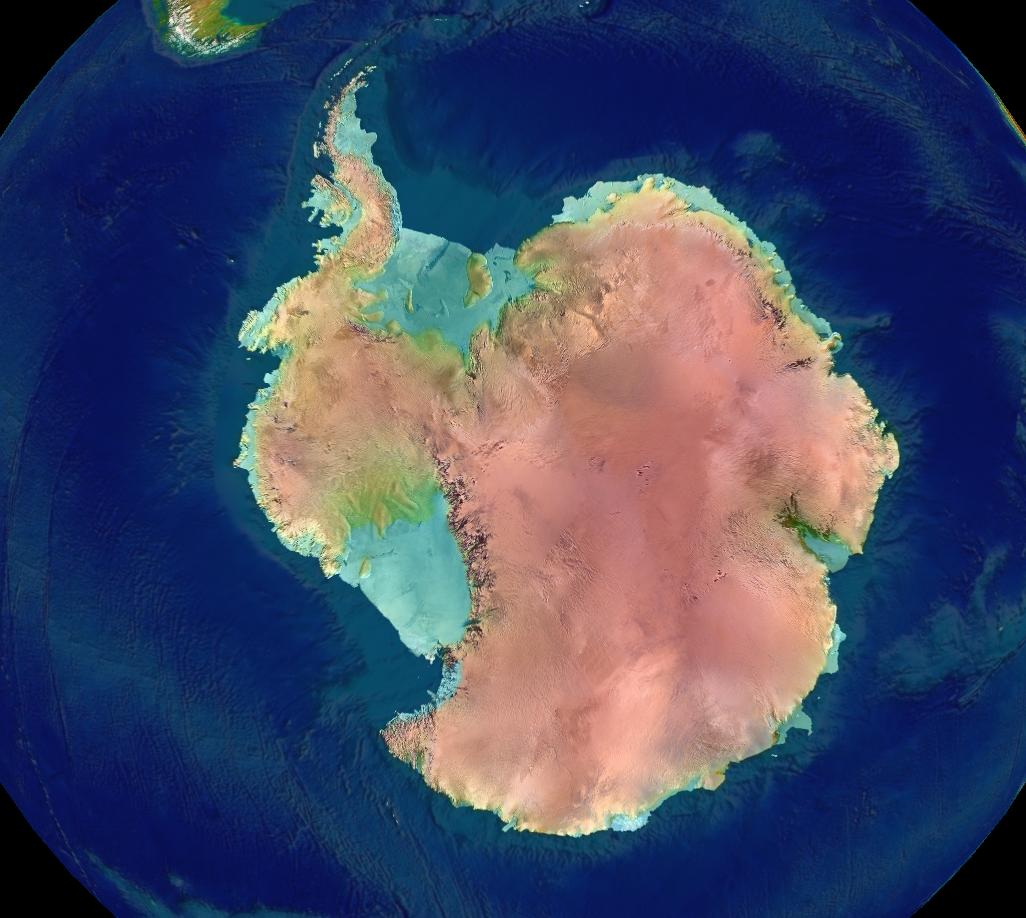
Возвышенность рельефа Антарктиды

Смотрите также: география Антарктиды, Антарктический климат.
Около 98 % континентальной Антарктиды покрыто льдом толщиной до 4,7 километра. В ледяных пустынях Антарктиды чрезвычайно низкие температуры, высокая солнечная радиация и чрезвычайная сухость. Любые осадки, которые выпадают, обычно выпадают в виде снега и ограничены полосой около 300 километров от побережья. В некоторых районах выпадает всего 50 мм осадков в год. Самая низкая температура, зарегистрированная на Земле, составляла −89,4 °C на станции "Восток" на Антарктическом плато. Организмы, выживающие в Антарктиде, часто являются экстремофилами.
Засушливая внутренняя часть континента климатически отличается от западной части Антарктического полуострова и субантарктических островов. Антарктический полуостров и острова более пригодны для жизни; в некоторых районах полуострова может выпадать 900 мм осадков в год, включая дождь, а северная часть полуострова  — это единственная область на материке, где летом ожидается температура выше 0 °C. На субантарктических островах более мягкая температура и больше воды, поэтому они более благоприятны для жизни.
Температура поверхности Южного океана практически не меняется, в пределах от 1 °C до 1,8 °C. Летом морской лёд покрывает 4 000 000 квадратных километров океана. Континентальный шельф, окружающий материк, имеет ширину от 60 до 240 километров. Глубина морского дна в этом районе колеблется от 50 до 800 метров, в среднем 500 метров. После шельфа, континентальный склон спускается к абиссальным равнинам на глубине 3500-5000 метров. Во всех этих районах 90 % морского дна состоит из мягких отложений, таких как песок, ил и гравий.

## Животные

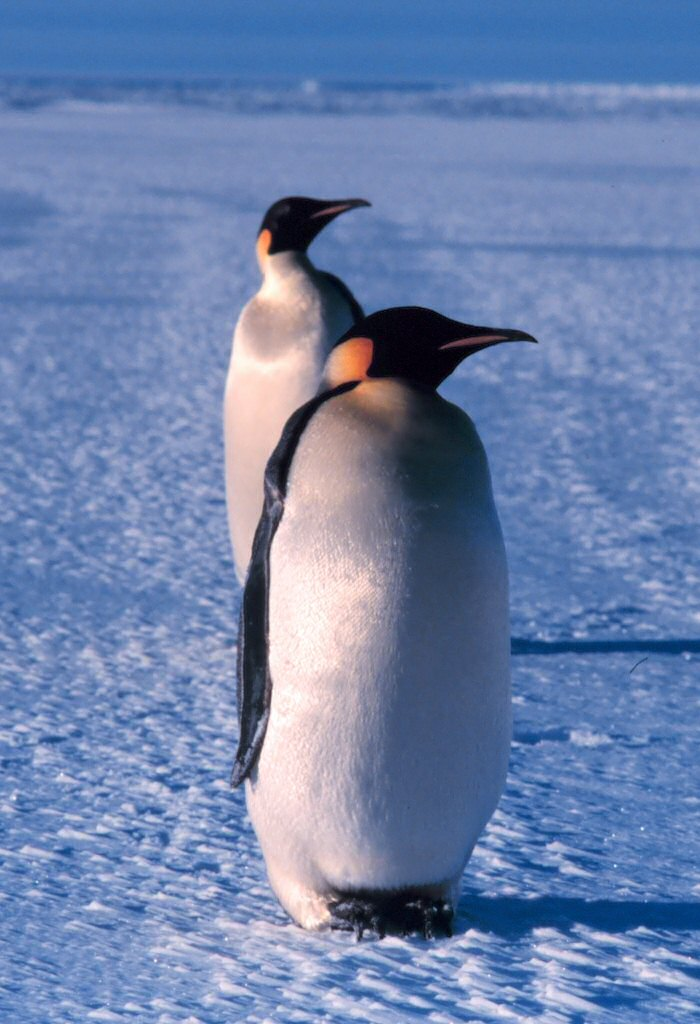
Императорские пингвины-одни из самых известных обитателей Антарктиды

### Птицы
Смотрите также: список птиц Антарктиды.
Скалистые берега материковой части Антарктиды и ее прибрежных островов являются местом для гнездования более 100 миллионов птиц каждую весну. К этим гнездовьям относятся виды альбатросов, буревестников, поморников, чаек и крачек. Насекомоядный пипит Южной Георгии является эндемиком Южной Георгии и некоторых небольших близлежащих островов. Утки, острохвостки Южная Георгия и острохвостки Итона, обитают в Южной Георгии, Кергелен и Крозе.
Нелетающие пингвины почти все обитают в Южном полушарии (единственным исключением является экваториальный галапагосский пингвин), причем наибольшая концентрация сосредоточена в Антарктиде и вокруг неё. Четыре из 18 видов пингвинов живут и размножаются на материке и прилегающих к нему прибрежных островах. Еще четыре вида обитают на субантарктических островах. императорских пингвинов четыре перекрывающихся слоя перьев, сохраняющих им тепло. Это единственное антарктическое животное, которое размножается зимой.

### Млекопитающие
Смотрите также: список млекопитающих Антарктики

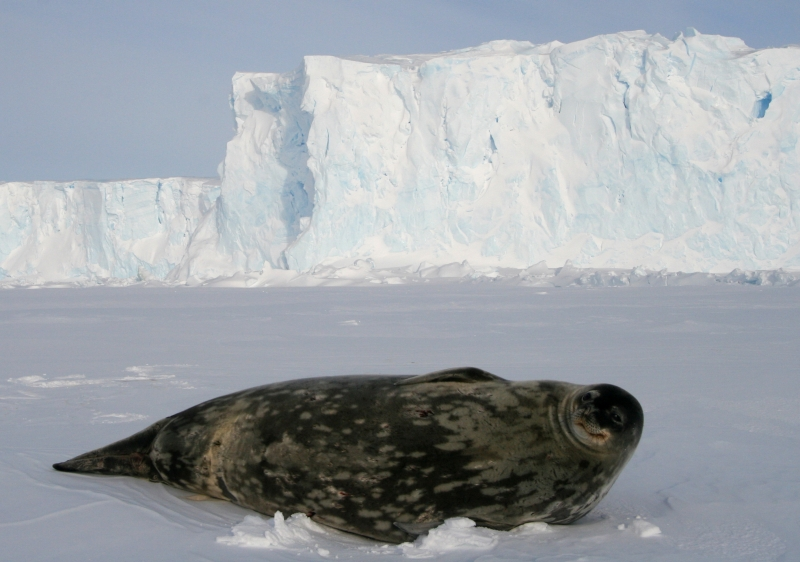
Тюлень Уэдделла является самым южным млекопитающим на Земле.

Семь видов ластоногих обитают в Антарктиде. Самый крупный, южный морской слон, может достигать 4000 кг и более 6 метров в длину, в то время как самки самого маленького, антарктического морского котика, достигают всего 150 кг. Эти два вида обитают к северу от морского льда и размножаются в гаремах на пляжах. Остальные четыре вида могут жить на морском льду. Тюлени-крабоеды и тюлени Уэдделла образуют гнездовые колонии, в то время как тюлени-леопарды и тюлени Росса ведут уединенный образ жизни. Хотя эти виды охотятся под водой, они размножаются на суше или льду и проводят там много времени, поскольку у них нет наземных хищников.
Считается, что четыре вида, обитающие на морском льду, составляют 50 % от общей биомассы тюленей в мире. Численность тюленей-крабоедов составляет около 15 миллионов особей, что делает их одними из самых многочисленных крупных животных на планете. Новозеландский морской лев, одно из самых редких и наиболее локализованных ластоногих, гнездится почти исключительно на субантарктических островах Окленд, хотя исторически ареал его обитания был шире.Из всех постоянных обитателей млекопитающих тюлени Уэдделла обитают дальше всех к югу.
В Южном океане обитает 10 видов китообразных; шесть усатых китов и четыре зубатых кита и кит-убийца Касатка. Самый крупный из них, синий кит, достигает 24 метров в длину и весит 84 тонны. Многие из этих видов являются мигрирующими и во время антарктической зимы перемещаются в тропические воды. Косатки, которые не мигрируют, тем не менее регулярно отправляются в более теплые воды, возможно, чтобы снять стресс, который температура оказывает на их кожу.
Полностью сухопутные млекопитающие отсутствуют.

### Морские беспозвоночные
Антарктические губки, как и некоторые другие морские виды этого региона, являются долгожителями. Они чувствительны к изменениям в окружающей среде благодаря особенностям симбиотических микробиомных сообществ внутри них. Поэтому они могут быть индикаторами состояния окружающей среды. Самая крупная из губок — беловатая или тускло-желтоватая Anoxycalyx joubini, которую иногда называют гигантской вулканической губкой из-за ее формы. Она может достигать высоты до 2 метров и является важной средой обитания для других более мелких организмов. Длительное наблюдение за ней позволило предположить ее огромный возраст, возможно, до 15 000 лет (что делает ее одним из самых долгоживущих организмов на Земле).